# Erlan Condori
Erlan Boris Condori Galvarro (Cochabamba, 31 de mayo de 1997) es un futbolista boliviano. Juega como centrocampista en Real Potosí de la Asociación de Fútbol Potosí.

## Clubes
| Club               | País    | Año               |
| ------------------ | ------- | ----------------- |
| San José           | Bolivia | 2018 - 2021       |
| Atlético Palmaflor | Bolivia | 2021 - 2022       |
| Jorge Wilstermann  | Bolivia | 2023              |
| CDT Real Oruro     | Bolivia | 2023              |
| Real Potosí        | Bolivia | 2024 - Actualidad |

## Palmarés

### Torneos nacionales
| Título           | Club     | Año           |
| ---------------- | -------- | ------------- |
| Primera División | San José | Clausura 2018 |